# Île des Démons

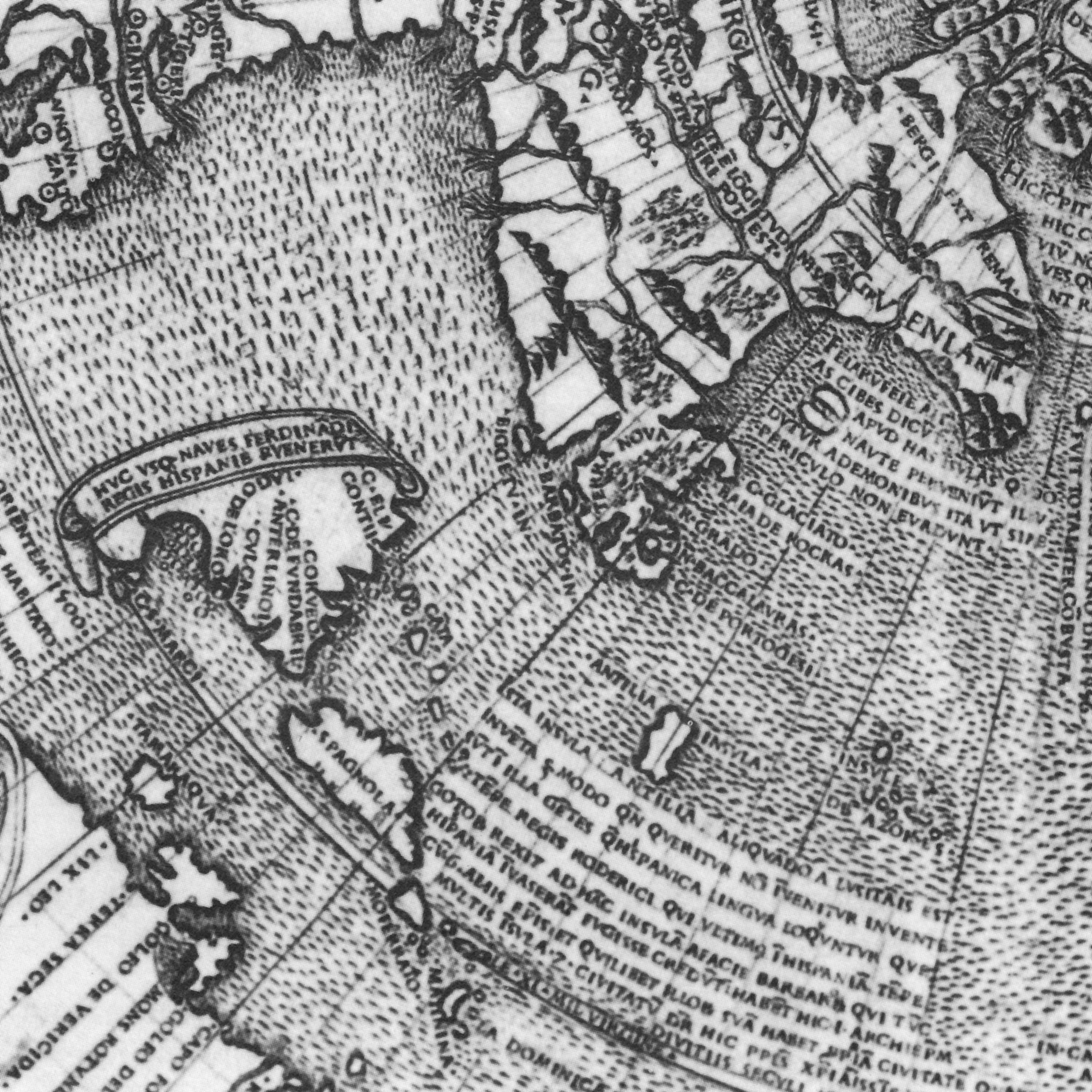
Inscription de l'île des Démons au large de Terre-Neuve sur la carte de Johannes Ruysch (1508). Remarquez Antillia plus au sud.

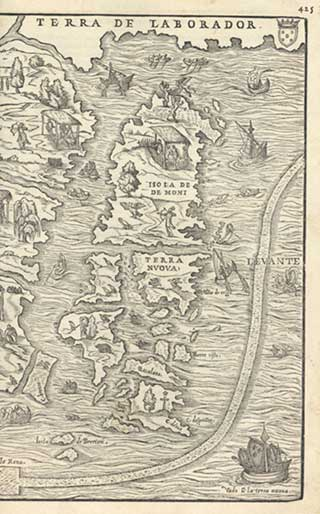
L'île des Démons, sur une carte de Giacomo Gastaldi imprimée en 1556.

L’île des Démons (ou île aux Démons) est une île légendaire que l’on situait généralement près de Terre-Neuve.
Elle était le plus souvent représentée sous la forme de deux îles. Elle a commencé à apparaître sur des cartes au début des années 1500 jusqu'au milieu du XVIIe siècle. Elle prend une place particulièrement importante en 1556 sur la carte de Giovanni Battista Ramusio intitulée La Nuova Francia.
L'île était censée être peuplée par des bêtes sauvages et des démons qui attaquaient les navires alentour. Certains auteurs ont soutenu que les démons en question pouvait originellement être des Béothuks effrayant les marins européens.
Dès le XVIe siècle, il règne une certaine ambiguïté sur le lieu exact de cet exil comme sur la position géographique de l'île des Démons. L'île des Démons correspond peut-être à Belle Isle ou encore à Quirpon.
Il pourrait s'agir de l'île sur laquelle Marguerite de La Rocque aurait été abandonnée en 1542 par son parent Jean-François de La Rocque de Roberval. Cette théorie, étayée par André Thevet dans sa Cosmographie universelle, l'amène à attribuer à l'île le nom d' « Isle de Roberval ».